# Isdigerdes II
Isdigerdes II (em persa: ساسانیان; romaniz.: Yazdegerd; em grego: Ιζδεγερδές; ? - 457), cognominado o Fracassado ou o Exterminador (Dchakhdchahh) segundo Estêvão de Taraunitis, foi um xá do Império Sassânida. Reinou de 438 até 457. Ele reinou por 17 anos, foi antecedido por Vararanes V e sucedido por Hormisda III.
Foi algo tolerante com os cristãos da Igreja Persa, com exceção de uma perseguição ocorrida em 448, quando milhares morreram, principalmente em Karkha.